# Gianni Morbidelli
Gianni Morbidelli (ur. 13 stycznia 1968 w Pesaro) – włoski kierowca wyścigowy. W latach 1990–1992, 1994–1995 i 1997 startował w wyścigach Formuły 1.

## Życiorys

### Początki kariery
Zaczynał od startów we włoskich seriach wyścigowych. W latach 1987–1989 startował we Włoskiej Formule 3, zdobywając w niej tytuł mistrzowski w 1989 roku.
Po dwóch pierwszych wyścigach Formuły 1 w sezonie 1990 w barwach zespołu Scuderia Italia Gianni skupił się na występach w Formule 3000. W sezonie 1990 wygrał jeden wyścig, a w klasyfikacji końcowej zajął 5. miejsce. W tym sezonie pełnił też rolę kierowcy testowego w F1 w zespole Ferrari.

### Formuła 1
Po zakończeniu startów w F3000 wystartował jeszcze w dwóch ostatnich wyścigach F1 sezonu 1990 w zespole Minardi. W kolejnym sezonie od początku startował w barwach Minardi. Także w sezonie 1991 zdobył swoje pierwsze punkty (a właściwie pół punktu), w ostatnim wyścigu sezonu na który został ściągnięty do ekipy Ferrari z której odszedł Alain Prost. W kolejnym sezonie powrócił do Minardi, gdzie jednak nie zdołał zdobyć żadnego punktu. Cały czas był też kierowcą testowym w Ferrari, również w 1993 kiedy nie ścigał się w F1. Ten rok spędził we włoskich wyścigach samochodów turystycznych.
Po rocznej przerwie powrócił do zmagań w Formule 1, a konkretnie do zespołu Footwork. Przez cały sezon 1994 zdobył 3 punkty i zajął 22. miejsce w klasyfikacji generalnej. W następnym sezonie wystartował w 10 wyścigach, w ostatnim wyścigu sezonu o Grand Prix Australii zdobył swoje jedyne podium w karierze, zajmując 3. miejsce.
Po kolejnej przerwie Gianni wrócił w 1997 na swój ostatni sezon do F1, wystartował w 7 wyścigach reprezentując zespół Red Bull Sauber Petronas, nie zdobywając żadnego punktu.

### Po Formule 1
Po występach w F1 Morbidelli skupił się na wyścigach samochodów turystycznych. W roku 1998 wystartował w brytyjskiej serii tych wyścigów, a w latach 2000–2002 w europejskiej.

## Morbidelli
Ojciec Gianniego, Giancarlo Morbidelli założył zespół, który startował w motocyklowych Grand Prix.

## Wyniki

### Podsumowanie
| Sezon     | Seria                                    | Zespół                          | Starty | PP | Zwyc. | Punkty | Pozycja |
| --------- | ---------------------------------------- | ------------------------------- | ------ | -- | ----- | ------ | ------- |
| 1988      | Włoska Formuła 3                         |                                 |        |    | 1     | 25     | 5.      |
| 1989      | Włoska Formuła 3                         |                                 | 11     | 4  | 6     | 59     | 1.      |
| 1989      | Campionato Italiano Superturismo         |                                 |        |    | 2     |        | 4.      |
| 1990      | Formuła 3000                             | Forti Corse                     | 11     | 1  | 1     | 20     | 5.      |
| 1990      | Formuła 1                                | Scuderia Italia                 | 1      | 0  | 0     | 0      | -       |
| 1990      | Formuła 1                                | Minardi                         | 2      | 0  | 0     | 0      | -       |
| 1991      | Formuła 1                                | Minardi                         | 15     | 0  | 0     | 0,5    | 24.     |
| 1991      | Formuła 1                                | Scuderia Ferrari                | 1      | 0  | 0     | 0,5    | 24.     |
| 1992      | Formuła 1                                | Minardi                         | 15     | 0  | 0     | 0      | -       |
| 1993      | Campionato Italiano Superturismo         |                                 |        |    | 2     | 58     | 9.      |
| 1994      | Formuła 1                                | Footwork                        | 16     | 0  | 0     | 3      | 22.     |
| 1995      | Formuła 1                                | Footwork                        | 10     | 0  | 0     | 5      | 14.     |
| 1995      | Campionato Italiano Superturismo         | BMW Italia                      | 20     | 2  | 2     | 149    | 5.      |
| 1996      | Campionato Italiano Superturismo         | BMW Italia                      | 8      | 0  | 0     | 50     | 8.      |
| 1997      | Formuła 1                                | Sauber                          | 7      | 0  | 0     | 0      | -       |
| 1998      | British Touring Car Championship         | Volvo S40 Racing - TWR          | 25     | 0  | 0     | 56     | 11.     |
| 2000      | European Super Touring Cup               | CiBiEmme Engineering            | 20     | 0  | 5     | 202    | 3.      |
| 2001      | European Super Touring Championship (SP) | CiBiEmme Engineering            | 10     | 1  | 1     | 75     | 5.      |
| 2002      | European Touring Car Championship        | Carly Motors - Team Isert       | 8      | 0  | 0     | 0      | -       |
| 2004      | FIA GT Championship                      |                                 | 8      | 0  | 0     | 14     | 23.     |
| 2004      | European Touring Car Championship        | SEAT Sport Italia               | 2      | 0  | 0     | 0      | -       |
| 2005      | FIA GT Championship                      |                                 | 1      | 0  | 0     | 0      | -       |
| 2005      | Italian GT Championship                  |                                 |        |    |       | 8      | 14.     |
| 2006      | World Touring Car Championship           | N.Technology                    | 19     | 0  | 0     | 22     | 14.     |
| 2007      | Campionato Italiano Superstars           |                                 | 7      | 5  | 6     | 137    | 1.      |
| 2008      | Campionato Italiano Superstars           | Audi Sport Italia               | 8      | 4  | 2     | 143    | 1.      |
| 2008      | Speedcar Series                          | Speedcar Team                   | 10     | 1  | 3     | 33     | 5.      |
| 2008/2009 | Speedcar Series                          | Palm Beach                      | 9      | 0  | 1     | 55     | 1.      |
| 2009      | Campionato Italiano Superstars           | ROAL Motorsport                 | 18     | 4  | 6     | 197    | 1.      |
| 2009      | Superstars International Series          | ROAL Motorsport                 | 10     | 2  | 3     | 123    | 1.      |
| 2010      | Superstars International Series          | Team BMW Italia                 | 18     | 1  | 1     | 74     | 6       |
| 2010      | V8 Supercars                             | Triple F Racing                 | 2      | 0  | 0     | 0      | NS      |
| 2011      | Superstars International Series          | Audi Sport Italia               | 6      | 0  | 0     | 18     | 15      |
| 2011      | V8 Supercars                             | Triple F Racing                 | 2      | 0  | 0     | 45     | 79      |
| 2011      | Superstars Championship Italy            | Audi Sport Italia               | 6      | 0  | 0     | 18     | 13      |
| 2012      | Superstars International Series          | Audi Sport Italia               | 15     | 2  | 4     | 128    | 4       |
| 2012      | V8 Supercars                             | Triple F Racing                 | 2      | 0  | 0     | 0      | NS      |
| 2012      | Superstars Championship Italy            |                                 |        |    |       | 37     | 10      |
| 2013      | Superstars International Series          | Audi Sport Italia               | 16     | 1  | 6     | 232    | 1.      |
| 2014      | World Touring Car Championship           | All-Inkl.com Münnich Motorsport | 23     | 0  | 1     | 109    | 9       |